# ISO 3166-2:EE
ISO 3166-2:EE – kody ISO 3166-2 dla prowincji w Estonii.
Kody ISO 3166-2 to część standardu ISO 3166 publikowanego przez Międzynarodowa Organizację Normalizacyjną. Kody te są przypisywane głównym jednostkom podziału administracyjnego, takim jak np. województwa czy stany, każdego kraju posiadające kod w standardzie ISO 3166-1.
Aktualnie (2017) dla Estonii zdefiniowano kody dla 15 prowincji (maakond).
Pierwsza część oznaczenia to kod Estonii zgodnie z ISO 3166-1, natomiast druga część oznaczenia znajdująca się po myślniku to kod liczbowy jednostki administracyjnej.

## Kody ISO
| Kod ISO | Nazwa jednostki administracyjnej | Nazwa jednostki administracyjnej w języku estońskim | Rodzaj jednostki administracyjnej |
| ------- | -------------------------------- | --------------------------------------------------- | --------------------------------- |
| EE-39   | Hiuma                            | Hiiu maakond                                        | prowincja                         |
| EE-37   | Harjumaa                         | Harju maakond                                       | prowincja                         |
| EE-44   | Virumaa Wschodnia                | Ida-Viru maakond                                    | prowincja                         |
| EE-51   | Järvamaa                         | Järva maakond                                       | prowincja                         |
| EE-49   | Jõgevamaa                        | Jõgeva maakond                                      | prowincja                         |
| EE-59   | Virumaa Zachodnia                | Lääne-Viru maakond                                  | prowincja                         |
| EE-57   | Läänemaa                         | Lääne maakond                                       | prowincja                         |
| EE-67   | Parnawa                          | Pärnu maakond                                       | prowincja                         |
| EE-65   | Põlvamaa                         | Põlva maakond                                       | prowincja                         |
| EE-70   | Raplamaa                         | Rapla maakond                                       | prowincja                         |
| EE-74   | Sarema                           | Saare maakond                                       | prowincja                         |
| EE-78   | Tartu                            | Tartu maakond                                       | prowincja                         |
| EE-82   | Valgamaa                         | Valga maakond                                       | prowincja                         |
| EE-84   | Viljandimaa                      | Viljandi maakond                                    | prowincja                         |
| EE-86   | Võrumaa                          | Võro maakund                                        | prowincja                         |